# راي المفتوحة
راي المفتوحة هي بطولة كرة مضرب تلعب على الملاعب الترابية الحمراء في الهواء الطلق. اليوم هي جزء من جولات رابطة محترفي التنس. تجري سنويا في روما، إيطاليا، منذ عام 2009.

## النهائيات السابقة

### الفردي
| السنة | البطل                | الوصيف              | النقاط              |
| ----- | -------------------- | ------------------- | ------------------- |
| 2013  | جوليان ريستر         | جويرمو جارسيا لوبيز | 4–6, 6–3, 6–2       |
| 2012  | روبرتو باوتيستا أغوت | روي ماتشادو         | 6–7 (7–9), 6–4, 6–3 |
| 2011  | توماس سكورل          | مارتن كليزان        | 7–5, 1–6, 6–3       |
| 2010  | فيليبو فولاندري      | الأمين وهاب         | 6–4, 7–5            |
| 2009  | سيباستيان ديكود      | سيمون جرول          | 7–6(2), 6–1         |

### الزوجي
| السنة | البطل                          | الوصيف                           | النقاط        |
| ----- | ------------------------------ | -------------------------------- | ------------- |
| 2013  | اندرياس بيك مارتن فيشر         | مارتن إمريك رميز جنيد            | 7–6(7–2), 6–0 |
| 2012  | داستن براون جوناثان ماري       | أندريه بيسكو فلورن ميرغيا        | 6–4, 7–6(7–0) |
| 2011  | مارتن كليزان أليساندرو موتي    | توماس فابيانو والتر تروسندي      | 7–6(3), 6–4   |
| 2010  | توماس بيدناريك ماتيوز كوالتشيك | جيف كوتزي جيسي ويتن              | 6–4, 7–6(4)   |
| 2009  | سيمون جرول أليساندرو موتي      | دانييلي براشييلي فيليبو فولاندري | 6–4, 7–5      |